# 송정훈 (아나운서)
송정훈(1978년 3월 3일 ~ )은 대한민국의 CBS 소속 아나운서이다.

## 학력
- 경희대학교 산업공학과 학사

## 경력
- 2006년 : 부산MBC 아나운서
- 2008년 5월 ~ 현재 : CBS 아나운서

## 출연작

### CBS
- CBS 아침종합뉴스
- CBS 저녁종합뉴스
- CBS 뉴스
- 교회 가는 길
- CCM 캠프 (2010년 5월 10일 ~ 2014년 5월 18일)
- 교회 가는 길 (2010년 5월 16일 ~ 2014년 5월 18일)
- 웰빙 다이어리 (2014년 5월 19일 ~ 2014년 11월 8일)
- 이명희 송정훈의 싱싱싱 (2014년 11월 10일 ~ 2015년 9월 12일)
- CBS 광장 (2015년 9월 19일 ~ 현재)
- CBS 송정훈의 샬롬 ccm 진행중